# 守屋麗奈
守屋 麗奈（もりや れな、2000年〈平成12年〉1月2日 - ）は、日本のアイドルであり、女性アイドルグループ櫻坂46のメンバーである。東京都出身。Seed & Flower所属。

## 略歴
2000年（平成12年）1月2日に生まれる。
2018年（平成30年）8月19日、『坂道合同新規メンバー募集オーディション』に合格し、坂道研修生として活動を開始。その後、2019年（令和元年）10月30日から11月21日まで、東京・愛知・大阪で開催された『坂道グループ合同 研修生ツアー』で初めてライブに参加する。
2020年（令和2年）2月16日、動画配信サービスSHOWROOMの特番にて、欅坂46に2期生として配属されることが発表された。同年10月14日、自身の所属するグループが欅坂46から櫻坂46に改名した。
2021年（令和3年）8月から9月、10月から12月の期間『ラヴィット!』（TBS）に、「ラヴィット!ファミリー」として出演。
2022年（令和4年）5月14日、幕張メッセにて開催されたファッション&音楽イベント『Rakuten GirlsAward 2022 SPRING/SUMMER』で、ランウェイデビューを果たした。同年8月23日、1st写真集『笑顔のグー、チョキ、パー』（竹書房）を発売。同写真集は発売初週に3.5万部の売上を記録し、同年9月2日付の『オリコン週間BOOKランキング』の写真集部門で1位を獲得した。
2023年（令和5年）1月2日、公式Instagramアカウントを開設。同年2月15日に発売された櫻坂46の5thシングル『桜月』で、初めて表題曲のセンターポジションを担当した。表題曲のセンターポジションを担当するのは、坂道研修生を経験したメンバーの中では初となる。同年6月22日より配信の『離婚しようよ』（Netflix）で、ドラマ初出演を果たす。
2024年（令和6年）3月22日放送の『不適切にもほどがある!』第9話（TBS）で、民放ドラマに初出演。

## 人物
身長154 cm。血液型AB型。愛称は、れなぁ。兄がいる。
アイドルとしての守屋の特徴として、「ぶりっ子キャラ」が挙げられる。同期メンバーが頭角を表す中、自身のキャラクターを模索しており、ファンの言葉から「ぶりっ子キャラ」に辿り着いたと語っている。他のメンバーから「おしとやか」や「品がある」と評されており、総合カルチャーサイト「Real Sound」は、守屋について、「品のあるぶりっ子キャラ」と表現している。
愛称は加入当初定まっておらず、「れな」「もりれな」「やーれな」などメンバーからも様々な案が出ていた。その折「そこ曲がったら、櫻坂？」内で、同姓の守屋茜と差別化を図るために「れなぁ～」に決定し、その後表記が「れなぁ」に落ち着いて現在に至る。

### 嗜好・趣味・特技
好きな食べ物として、パンとチョコレートを挙げている。また、趣味として、ショッピングと好きな香りを探すことを挙げている。
特技はバトントワリング、匂いを嗅ぎ分けて人の持ち物を当てられる。
大学では保育系の実習で自宅から片道2時間かけ幼稚園へ通っていたことがある。

### 欅坂46・櫻坂46
ペンライトカラーは、    イエロー ×     ピンク。
同期生かつ同い年で、同じ坂道研修生出身の大沼晶保と仲が良く、研修生時代から一緒にいてよく出かけることもあったという。2023年、大沼が自身の誕生日にSHOWROOM配信を行った際はサプライズで登場し祝福した。また、漁師である大沼の家族が守屋に鯛を贈ったこともある。大沼は守屋を「一番仲がいいメンバー」と明かしており、「自慢の存在」 と評している。
2021年9月16日放送の『ラヴィット！』にて、自身のスーパースターとしてAKB48の元メンバーである大島優子を挙げており、「小学校のころにすごいドハマりして、大好きで、すごい憧れてアイドルになりたいと思った原点の方です」と語っている。

## 作品

### シングル
欅坂46
- 誰がその鐘を鳴らすのか？（2020年8月21日）

櫻坂46
- 半信半疑（2020年12月9日、SRCL-11620/1）- EAN 4547366481594。
- Buddies（2020年12月9日、SRCL-11626/7）- EAN 4547366481624。
- BAN（2021年4月14日、SRCL-11748/56）- EAN 4547366498608。
- 君と僕と洗濯物（2021年4月14日、SRCL-11750/1）- EAN 4547366498615。
- 櫻坂の詩（2021年4月14日、SRCL-11756）- EAN 4547366498646。
- 流れ弾（2021年10月13日、SRCL-11920/8）- EAN 4547366524567。
- ソニア（2021年10月13日、SRCL-11920/1）- EAN 4547366524567。
- 美しきNervous（2021年10月13日、SRCL-11928）- EAN 4547366524604。
- 五月雨よ（2022年4月6日、SRCL-12130/8）- EAN 4547366549829。
- 僕のジレンマ（2022年4月6日、SRCL-12130/8）- EAN 4547366549829。
- 断絶（2022年4月6日、SRCL-12132/3）- EAN 4547366549836。
- 制服の人魚（2022年4月6日、SRCL-12134/5）- EAN 4547366549843。
- 車間距離（2022年4月6日、SRCL-12136/7）- EAN 4547366549850。
- 恋が絶滅する日（2022年4月6日、SRCL-12138）- EAN 4547366549867。
- 桜月（2023年2月15日、SRCL-12420/8）- EAN 4547366599756。
- Cool（2023年2月15日、SRCL-12420/8）- EAN 4547366599756。
- もしかしたら真実（2023年2月15日、SRCL-12422/3）- EAN 4547366599763。
- 魂のLiar（2023年2月15日、SRCL-12424/5）- EAN 4547366599770。
- その日まで（2023年2月15日、SRCL-12428）- EAN 4547366599794。
- Start over!（2023年6月28日、SRCL-12590/8）- EAN 4547366621686。
- コンビナート（2023年6月28日、SRCL-12592/3）- EAN 4547366621693。
- 一瞬の馬（2023年6月28日、SRCL-12596/7）- EAN 4547366621716。
- ドローン旋回中（2023年6月28日、SRCL-12598）- EAN 4547366621723。
- 承認欲求（2023年10月18日、SRCL-12670/8）- EAN 4547366642025。
- マンホールの蓋の上（2023年10月18日、SRCL-12676/7）- EAN 4547366642032。
- 隙間風よ（2023年10月18日、SRCL-12678）- EAN 4547366642063。
- 何歳の頃に戻りたいのか？（2024年2月21日、SRCL-12790/8）- EAN 4547366663501。
- 泣かせて Hold me tight!（2024年2月21日、SRCL-12798）- EAN 4547366663549。
- 自業自得（2024年6月26日、SRCL-12920/8）- EAN 4547366685695。
- もう一曲 欲しいのかい？（2024年6月26日、SRCL-12928）- EAN 4547366685732。
- I want tomorrow to come（2024年10月23日、SRCL-13030/8）- EAN 4547366708943。
- 今さらSuddenly（2024年10月23日、SRCL-13032/3）- EAN 4547366708950。
- 嵐の前、世界の終わり（2024年10月23日、SRCL-13034/5）- EAN 4547366708967。
- TOKYO SNOW（2024年10月23日、SRCL-13038）- EAN 4547366708981。
- UDAGAWA GENERATION（2025年2月19日、SRCL-13210/8）- EAN 4547366728231。
- 紋白蝶が確か飛んでた（2025年2月19日、SRCL-13212/3）- EAN 4547366728248。
- やるしかないじゃん（2025年2月19日、SRCL-13218）- EAN 4547366728279。
- Make or Break（2025年6月25日、SRCL-13360/8）- EAN 4547366751291。
- 真夏の大統領（2025年6月25日、SRCL-13364/5）- EAN 4547366751314。
- ノンアルコール（2025年6月25日、SRCL-13368）- EAN 4547366751338。

### アルバム
欅坂46
- 永遠より長い一瞬 〜あの頃、確かに存在した私たち〜（2020年10月7日、SRCL-11510/6）- EAN 4547366450224。

櫻坂46
- As you know?（2022年8月3日、SRCL-12174/9）- EAN 4547366567960。

### 映像作品
- KEYAKIZAKA46 Live Online, but with YOU!（2020年12月9日）- EAN 4547366481594、EAN 4547366481600。
- 守屋麗奈（2020年12月9日）- EAN 4547366481617。
- 僕たちの嘘と真実 Documentary of 欅坂46（2021年2月3日）- EAN 4988104127983。
- 欅坂46 THE LAST LIVE（2021年3月24日）- EAN 4547366496833。
- 櫻坂46 デビューカウントダウンライブ!!（2021年4月14日）- EAN 4547366498608。
- Making of デビューカウントダウンライブ!!（2021年4月14日）- EAN 4547366498615。
- 大沼晶保×守屋麗奈 SAKURA BANASHI 〜いま、話したいこと〜（2021年4月14日）- EAN 4547366498622。
- Sakurazaka46 BACKS LIVE!! 〜Center Performance Collections〜（2021年10月13日）- EAN 4547366524567、EAN 4547366524574、EAN 4547366524581、EAN 4547366524598。
- 井上梨名×幸阪茉里乃×関有美子×守屋麗奈 SAKURA MEGURI（2021年10月13日） - EAN 4547366524574。
- Sakurazaka46 3rd Single BACKS LIVE!! 〜Center Performance Collections〜 （2022年4月6日）- EAN 4547366549836、EAN 4547366549843、EAN 4547366549850。
- Sakurazaka46 1st TOUR 2021 FINAL at さいたまスーパーアリーナ（2022年8月3日）- EAN 4547366567960。
- W-KEYAKI FES. 2021 -DAY1- at 富士急ハイランド コニファーフォレスト（2022年8月3日）- EAN 4547366567977。
- 2nd YEAR ANNIVERSARY 〜Buddies感謝祭〜（2023年7月10日）- EAN 4547366621686、EAN 4547366621693。
- Sakurazaka46 3rd TOUR 2023 TOUR FINAL at 大阪城ホール（2023年10月18日）- EAN 4547366642025、EAN 4547366642032。
- 海外ライブのついでにゆる～く撮ってきちゃいました！～パリ編～（2024年2月21日）- EAN 4547366663501。
- 海外ライブのついでにゆる～く撮ってきちゃいました！～マレーシア&フィリピン編～（2024年2月21日）- EAN 4547366663518。

## 出演

### テレビ番組
- ラヴィット!（TBSテレビ、2021年8月12日 - ）[注 1][10][11]

### テレビドラマ
- 不適切にもほどがある! 第9話（2024年3月22日、TBSテレビ）- 矢野恭子 役[23][24]。

### ウェブドラマ
- 離婚しようよ（2023年6月22日 - 、Netflix）- 夏子 役[22]。

### ファッションショー
- GirlsAward
  - Rakuten GirlsAward 2022 SPRING/SUMMER（2022年5月14日、幕張メッセ）[13]
  - Rakuten GirlsAward 2022 AUTUMN/WINTER（2022年10月8日、幕張メッセ）[39]
  - Rakuten GirlsAward 2023 AUTUMN/WINTER（2023年9月30日、幕張メッセ）[40]
  - Rakuten GirlsAward 2024 AUTUMN/WINTER（2024年10月19日、幕張メッセ）[41]
- 東京ガールズコレクション
  - 第35回 マイナビ 東京ガールズコレクション 2022 AUTUMN/WINTER（2022年9月3日、さいたまスーパーアリーナ）[42]
  - oomiya presents TGC WAKAYAMA 2023 by TOKYO GIRLS COLLECTION（2023年2月11日、和歌山ビッグホエール）[43]
  - 第36回 マイナビ 東京ガールズコレクション 2023 SPRING/SUMMER（2023年3月4日、国立代々木競技場 第一体育館）[44]
  - 第39回 マイナビ 東京ガールズコレクション 2024 AUTUMN/WINTER（2024年9月7日、さいたまスーパーアリーナ）[45]

### CM
- 日本マクドナルド「ビッグマック『明日も笑おう あの頃も今も』篇」（2025年7月1日 - ）[46]

## 書籍

### 雑誌連載
- an・an「美容の坂道のぼり隊」（マガジンハウス、2022年2月22日 - ）[47][48]

### 写真集
- 1st写真集『笑顔のグー、チョキ、パー』（2022年8月23日、竹書房）[14][15]